# Kildžu
Okres Kildžu (korejsky 길주군 – Kildžu gun) je okres v provincii Severní Hamgjong v Severní Koreji. K roku 2008 měl bezmála 140 tisíc obyvatel.

## Poloha a doprava
Kildžu se nachází v jižní části Severního Hamgjongu. V rámci provincie hraničí na jihozápadě s Kimčchekem, na jihovýchodě s Hwadä, na východě s Mjŏngčchŏnem, na severovýchodě s Mjŏngganem a na severu s Orangem. Západní hranice je na jihu s Tančchonem v provincii Jižní Hamgjong a na severu s Pägamem v provincii Rjanggang.
Přes okres prochází severokorejská páteřní železniční trať Pchjongjang – Rason, od které se zde odpojuje na severozápad vedoucí železniční trať Kildžu – Hjesan.

## Dějiny
Region byl součástí království Kogurjŏ a obývali jej Džürčeni. V roce 1107 jej anektovalo království Korjo, za kterého také dostal jméno Kildžu. Oficiální správní jednotkou se stal v roce 1398 za dynastie Čoson.

## Vojenský význam
V okrese docházelo k testování jaderných zbraní a to zejména na testovací základně Pchunggje.